# نظرية الاستقرار

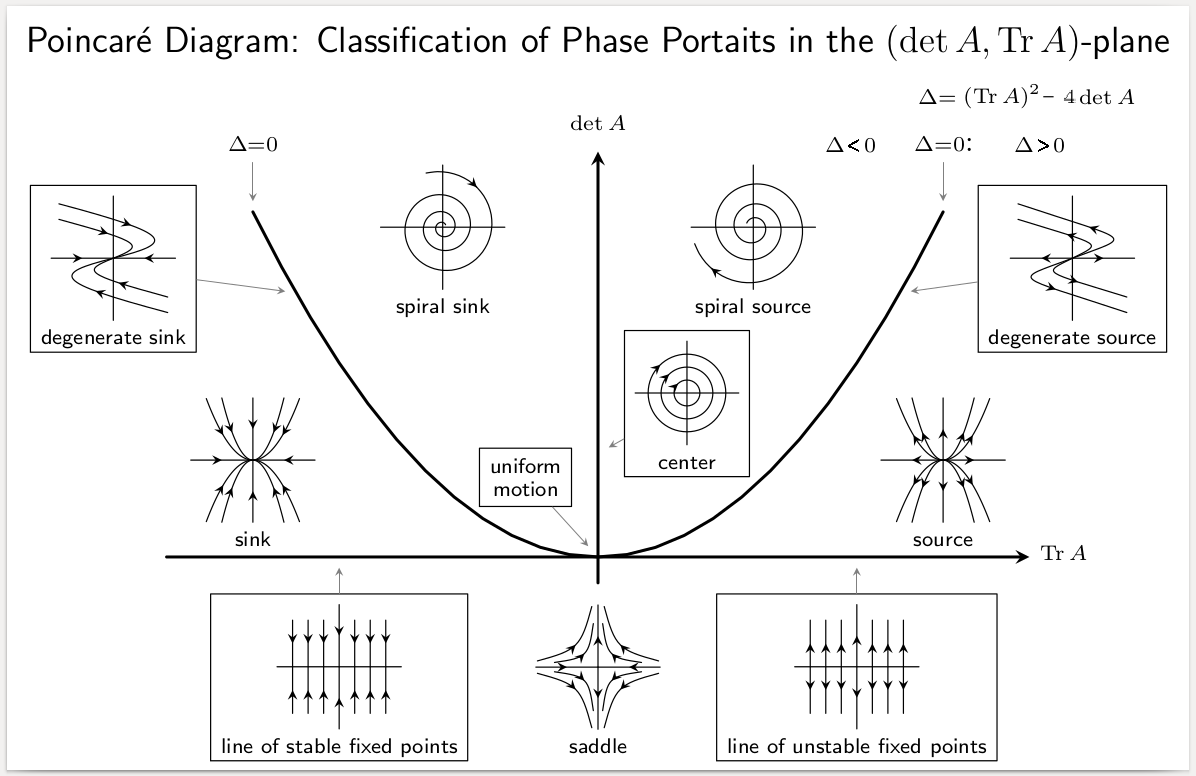

الاستقرار في الرياضيات هو حالة من حالات الأنظمة أو بتعبير آخر هو خاصية رياضية عادة ما تذكر اقترانا بحل معادلة تفاضلية حيث يقال حل المعادلة التفاضلية كذا وكذا مستقر أو غير مستقر.

## الأنظمة الخطية والاستقرار
بالنسبة للأنظمة الخطية أو المعادلات التفاضلية الخطية، يجب على القيمة الذاتية (eigenvalue) أن تكون سالبة أو بالأحرى إذا سلمنا بأن القيمة الذاتية هي عدد مركب فإنه يجب أن يكون جزئه الحقيقي سالبا. إذا كان الجزء الحقيقي صفرا فإن النظام يسمى شبه مستقر أي أنه لا يعود إلى حالته السابقة، إذا قمنا بتغييرها تغييرا طفيفا بل يبقى في الحالة التي وضعناه فيها. أما النظام المستقر فيعود إلى حالته الأولى، إذا أبعدناه عنها إبعادا طفيفا. النظام غير المستقر يبتعد أكثر فأكثر من حالته الأولية إذا أبعدناه عنها. الصورة أسفله مثلا ترمز لكرة متحركة على أسطح مختلفة وتبين اختلاف خاصية استقرار الوضعية حسب الأرضية. رياضيا يدرس هذا المثال باشتقاق نموذج هو عبارة عن معادلة تمثل حركة الكرة ثم يُدرس استقراره حسب الطرائق المبينة أسفله.

## الأنظمة غير الخطية والاستقرار
بالنسبة للأنظمة غير الخطية من نوع:

{\displaystyle \mathbf {\dot {x}} =f({\mathbf {x} }^{T},\mathbf {u} )}

حيث {\displaystyle {\mathcal {}}f} دالة غير خطية
و {\displaystyle \mathbf {u} } ،
{\displaystyle \mathbf {x} } متـّـجهان، يصعب حساب القيمة الذاتية أو أن مفهوم القيمة الذاتية غير متعارف عليه في هذه الأنظمة. في هذه الحالة تكون أحد الطرق التي يمكن من خلالها معرفة إن كان نظام ما مستقر أم لا هو الاستعانة بمبرهنة ليابونوف. وقبل تبيين طريقة ليابونوف لدراسة الاستقرار فإنه يجدر بالذكر أنه يمكن إخطاط خاصـّـيـّـات النظام (linearization of the properties of the system) أو المعادلة في نقطة معينة {\displaystyle \mathbf {x_{l}} ,\mathbf {u_{l}} } وحساب القيمة الذاتية لهذا النظام الخطي فيها؛ وعلى أساس القيمة الذاتية المتحصل عليها نقول أن النظام مستقر أم لا. المشكل الوحيد هو أن تصنيفنا هذا للنظام ليس صحيحا إلا في دائرة ضيقة حول نقطة الإخطاط، أي أنه مثلا إذا قلنا أن النظام مستقر فهذا يعني أنه مستقر في النقطة {\displaystyle \mathbf {x_{l}} ,\mathbf {u_{l}} } وبعض النقاط حولها ولكن لا نعرف حجم المجال الذي يضم هذه النقاط.

### مبرهنةليابونوف
تقول مبرهنة ليابونوف الآتي:

إذا كان لدينا نظام نعبر عنه كالآتي 

{\displaystyle {\begin{bmatrix}{\dot {x}}_{1}\\{\dot {x}}_{2}\\\vdots \\{\dot {x}}_{n}\end{bmatrix}}={\begin{bmatrix}{f}_{1}(x_{1},\ldots ,x_{n},u_{1})\\{f}_{2}(x_{1},\ldots ,x_{n},u_{2})\\\vdots \\{f}_{n}(x_{1},\ldots ,x_{n},u_{n})\end{bmatrix}}}

وإذا كان لهذا النظام في إطار حال مستتب (steady state) موضع سكون - نسميه {\displaystyle \mathbf {{x}_{R}} } مثلا ً - فإن ّ موضع السكون هذا مستقر إذا أمكننا على إيجاد دالة تسمى دالة ليابونوف ؛ وهي دالة تتوفر فيها المواصفات التالية:
- {\displaystyle {\mathcal {}}V(x_{1},...,x_{n})>{\underline {0}}} أي ما يعرف رياضيا ب تحدد موجب (positive definiteness) أي أن الدالة {\displaystyle {\mathcal {}}V} لا تكون صفرا إلا عند النقطة صفر {\displaystyle {\underline {0}}} (أو حال مستتب الذي يمكن بعملية خطية بسيطة المعروفة بعنوان الـ «اِنزلاق» (translation) ، أي نقل الدالة من نقطة {\displaystyle {\mathcal {}}X_{r}} إلى نقطة صفر.) وفي ما عدا ذلك أكبر من الصفر.
- {\displaystyle {\dot {V}}=(gradV(\mathbf {x} ))^{T}\cdot \mathbf {\dot {x}} <{\underline {0}}} أي أن تفاضل الدالة الرياضية يجب أن يكون سالبا في ما عدا النقطة صفر {\displaystyle {\underline {0}}}. أي أن تفاضل الدالة تتميز بخاصية التحدد السالب (negative definiteness) .

في حالة تمكنا من العثور على مثل هذه الدالة فإن النظام مستقر. ولنلاحظ هنا أن استعمال هذه الطريقة لا يقتصر على الأنظمة الخطية بل يمكن أيضا استعمالها في الأنظمة غير الخطية. كما يجدر بالذكر أنه في حالة عدم عثورنا على هذه الدالة فإنه لا يمكننا أن نجزم بأن النظام {\displaystyle \mathbf {\dot {x}} =f(\mathbf {x} )} غير مستقر بل ما نستنتجه هو أن الدالة التي اخترناها لبرهنة الاستقرار لا تصلح لذلك ويجب علينا اختيار أخرى لهذا الغرض. أي أنه لا يمكننا بطريقة ليابونوف أن نبرهن على عدم استقرار نظام ما ولكن يمكننا أن نبرهن على استقراره.

## الاستقرار المحلي
الاستقرار المحلي هو عندما تكون خاصية الاستقرار مرتبطة بمدى أو مجال رياضي معين تكون خارجه منتفية. لاحظ الملف: الكرة وسط الهضبتين.

## الاستقرار الشامل
أن تكون خاصية الاستقرار غير مرتبطة بمجال رياضي معين.

## شبه استقرار
شبه الاستقرار هي الحالة المبينة في الصورة والتي تعني أن نظاما ما لا يعود إلا نقطة انطلاقه إذا أبعدته منها بل يظل في النقطة التي دفعته إليها. يمكن تبسيطا اعتبار هذه الحالة مستقرة لكن في الحقيقة هذه الحالة يمكن أن تكون مستقرة أو غير مستقرة (أنظر نظرية الشتيتة المركزية (center manifold theory)).